# Nachbeben (Film)
Nachbeben ist der erste Spielfilm der Schweizer Regisseurin Stina Werenfels. Das Drama aus dem Jahr 2006 wurde von der Firma Dschoint Ventschr produziert. Er war 2007 für drei Kategorien des Schweizer Filmpreises nominiert und wurde mit dem Spezialpreis der Jury für die Ensemble-Arbeit geehrt.

## Handlung
Der Investmentbanker HP lebt mit seiner Frau Karin, seinem Sohn Max und dem dänischen Au-Pair Birthe in einer Designunterkunft an der Zürcher Goldküste. Für einen gemütlichen Grillabend sind der beste Freund von HP, sein Chef Philip, dessen schwangere Frau Sue und unerwarteterweise auch der Praktikant von Philip, Gutzler, auf Besuch. Das Ziel von HP ist ein finanzieller Deal mit seinem Chef, ansonsten muss er sein Haus wegen seiner hohen Schulden verkaufen.
Als Philip während dieses Abends mit seiner Affäre, dem Au-Pair Birthe, Schluss machen will, verlangt diese viel Geld, damit sie schweigt. Deshalb verlangt Philip von HP, dass er die junge Birthe zum Schweigen bringt, ansonsten wird aus dem für HP notwendigen Deal nichts. Gleichzeitig fängt der Praktikant Gutzler mit Karin eine Affäre an und der Abend nimmt seinen Lauf. Am nächsten Tag steht HP ohne Geld, Frau und Haus da.

## Kritiken
„Der Debütfilm demonstriert die Demontage des schönen Scheins sowie die Verarmung einer Gesellschaft, deren Reichtum sich primär in Äußerlichkeiten manifestiert. Überzeugend gespielte Versuchsanordnung, die Unterhaltung mit bissiger (Gesellschafts-)Kritik verbindet, wobei das Lehrstückhafte allerdings die Schwachstelle ist: Das Buch greift immer wieder auf Klischees zurück, was die Handlung in einigen Momenten recht vorhersehbar macht.“

„Wie in «Snow White» stehen auch in «Nachbeben» die Laster der Zürcher Neureichen im Mittelpunkt, und tatsächlich wirkt Werenfels' Film in vielem wie das Gegenstück zu Samirs Hip-Hop-Märchen. Während in «Snow White» dauernd irgendwer durch Europa jettete, verdichtet «Nachbeben» seine Geschichte in einem einzigen Abend; begnügte sich Samir damit, die Hohlheit seiner Figuren zu zelebrieren, so macht Werenfels deren Brüchigkeit von Anfang an spürbar. Die Moral, dass die Welt der Neureichen nur auf Lug gebaut ist, ist zwar nicht sonderlich originell, «Nachbeben» gelingt es dank seiner hervorragenden Schauspieler aber, diesen eher klischierten Stoff zum Leben zu erwecken. […] Angesichts der darstellerischen Höchstleistungen nimmt man auch gerne einige Schwächen des Plots in Kauf; (…) es sind nicht alle Verstrickungen und Wendungen gleich überzeugend ausgefallen. Doch können diese kleinen Makel den positiven Gesamteindruck von Werenfels' eindrücklichem Kinodebüt nicht trüben.“